# Битва под Вогастисбургом
Согласно «Хронике» Фредегара, битва под Вогастисбургом произошла в 631 году. В этой трёхдневной битве возглавляемые князем Само славяне разбили возглавляемых королём Дагобертом I франков. В связи с тем, что Фредегар не давал географических ориентиров, точное место битвы неизвестно, в качестве версий историками предлагаются различные места в районе Дуная.
Поводом к сражению стало убийство франкских купцов вендами, король Дагоберт тщетно пытался заставить Само загладить свою вину. Хроника Фредегара (IV 68) сообщает, что в 631/32 году дипломатические переговоры между посланником франкского короля Дагоберта I и Само, правителем славянского населения, происходящего из Франкского королевства, не увенчались успехом. Дагоберт решился на крупномасштабную кампанию против королевства Само. Союзные с ним алеманны под предводительством герцога Алеманнии Хродоберта напали на окраины империи. Союзные фриульские лангобарды, скорее всего, вторглись с юга и заняли «регион Зелия», вероятно, расположенный в сегодняшнем Гайтале в Каринтии. Основная австразийская армия, возможно, во главе с самим Дагобертом, должна была продвинуться в самое сердце империи. Однако объединиться отдельным армиям не удалось. В то время как первые две армии вернулись с победой и множеством пленных, основная австразийская армия потерпела сокрушительное поражение после трехдневной безуспешной осады места, называемого крепость Вогастисбург. Оставшимся воинам Дагоберта пришлось бежать, бросив всё своё оружие и обоз.
Результатом битвы стало то, что независимость этой первой славянской империи в Центральной Европе была сохранена.
После победы в битве государство Само стало совершать набеги на западные земли, доходя до Тюрингии. Слава и могущество Само настолько возросли, что князь сорбов Дерван вышел из вассального подчинения Дагоберту I и признал власть Само.